# Armășeni (gmina Băcești)
Armășeni – wieś w Rumunii, w okręgu Vaslui, w gminie Băcești. W 2011 roku liczyła 377 mieszkańców.